# Konstantin Karlowitsch Albrecht

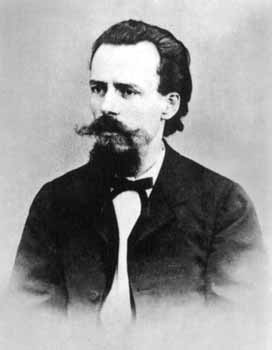
Konstantin Karlowitsch Albrecht

Konstantin Karlowitsch Albrecht (russisch Константин Карлович Альбрехт, ursprünglich Karl Albrecht; * 4. Oktober 1836 in Elberfeld (heute Stadtteil von Wuppertal); † 26. Juni 1893 in Moskau) war ein russischer Komponist.

## Leben
Konstantin Karlowitsch Albrecht war der Sohn des Dirigenten und Komponisten Karl Albrecht (1807–1863), der sich nach seiner Übersiedlung nach Russland Karl Franzewitsch Albrecht nannte. Er wurde 1854 Cellist am Kaiserlichen Theater in Moskau. Seit 1860 unterrichtete er zudem als Hilfslehrer am Konservatorium in Moskau. Von 1866 bis 1889 war er Inspektor und Lehrer für Solo- und Chorgesang.
Albrecht schrieb Unterrichtswerke für den Gesangsunterricht, Klavierstücke, Chöre und Lieder.